# Taekwondo-Europameisterschaften 1980
Die Taekwondo-Europameisterschaften 1980 fanden vom 14. bis 17. Oktober 1980 in Kopenhagen, Dänemark, statt. Veranstaltet wurden die Titelkämpfe von der European Taekwondo Union (ETU). Insgesamt fanden 17 Wettbewerbe statt, davon sieben bei Frauen und zehn bei Männern in unterschiedlichen Gewichtsklassen. Erstmals fanden damit auch Europameisterschaften für Frauen statt.
Mit sieben Europameistertiteln sowie zwei Silber- und drei Bronzemedaillen war die Bundesrepublik Deutschland die erfolgreichste Nation. Auf den Plätzen folgten Italien und die Niederlande.

## Medaillengewinner

### Frauen
| Gewichtsklasse | Gold                 | Silber                 | Bronze              |
| -------------- | -------------------- | ---------------------- | ------------------- |
| - 44 kg        | Laila Jensen         | Chiara Mastroianni     | —                   |
| - 48 kg        | Antonietta la Pietra | Marion Gal             | —                   |
| - 52 kg        | Elvira Trovato       | Ursula Mach            | J. Kottelaar        |
| - 52 kg        | Elvira Trovato       | Ursula Mach            | Una Møller-Petersen |
| - 57 kg        | Dorothea Kapkowski   | Pasqualina Mirabella   | Lene Lauridsen      |
| - 62 kg        | Sabine Hunkel        | Jolanda Basten-Crapels | Gerda Hendrix       |
| - 62 kg        | Sabine Hunkel        | Jolanda Basten-Crapels | Filomena la Marca   |
| - 67 kg        | Sylvia Winkelmann    | Anita Sanita           | Helle Mølby         |
| - 67 kg        | Sylvia Winkelmann    | Anita Sanita           | Linda Michielsen    |
| + 67 kg        | Sonja Pool           | Anna Costa             | Jutta Gauss         |

### Männer
| Gewichtsklasse | Gold                | Silber              | Bronze             |
| -------------- | ------------------- | ------------------- | ------------------ |
| - 48 kg        | Reinhard Langer     | Roberto Pettineo    | Emilio Azofra      |
| - 52 kg        | Rudy Wong Fat       | John Willy Hansen   | A. Barbatol        |
| - 52 kg        | Rudy Wong Fat       | John Willy Hansen   | Axel Straube       |
| - 56 kg        | Geremia Di Costanzo | Jesús Benito        | Christian Aubert   |
| - 56 kg        | Geremia Di Costanzo | Jesús Benito        | Michael Pizybyla   |
| - 60 kg        | Raffaele Marchione  | Jimmi Nakel         | Adrian van Esch    |
| - 60 kg        | Raffaele Marchione  | Jimmi Nakel         | Antonio Vilches    |
| - 64 kg        | Henk Horsten        | Daniel Pirchmoser   | Antonio Caldora    |
| - 64 kg        | Henk Horsten        | Daniel Pirchmoser   | Søren Juel Nielsen |
| - 68 kg        | Lindsay Lawrence    | Yılmaz Helvacıoğlu  | Kent Jakobsen      |
| - 68 kg        | Lindsay Lawrence    | Yılmaz Helvacıoğlu  | Ruben Thijs        |
| - 73 kg        | Chris Sawyer        | Per Madsen          | José Sánchez Elez  |
| - 73 kg        | Chris Sawyer        | Per Madsen          | Hans Spierings     |
| - 78 kg        | Richard Schulz      | John Pedersen       | Ireno Fargas       |
| - 78 kg        | Richard Schulz      | John Pedersen       | Patrick Stanczak   |
| - 84 kg        | Dirk Jung           | Ben Oude Luttikhuis | Rafael Devesa      |
| - 84 kg        | Dirk Jung           | Ben Oude Luttikhuis | Walter Gacciatore  |
| + 84 kg        | Michael Arndt       | Herry Prijs         | M. Corsaro         |
| + 84 kg        | Michael Arndt       | Herry Prijs         | Francisco Senen    |

## Medaillenspiegel
| Platz  | Land                   | Gold | Silber | Bronze | Gesamt |
| ------ | ---------------------- | ---- | ------ | ------ | ------ |
| 1      | BR Deutschland         | 7    | 2      | 3      | 12     |
| 2      | Italien                | 4    | 5      | 5      | 14     |
| 3      | Niederlande            | 3    | 3      | 4      | 10     |
| 4      | Vereinigtes Königreich | 2    | −      | −      | 2      |
| 5      | Dänemark               | 1    | 4      | 5      | 10     |
| 6      | Spanien                | −    | 1      | 6      | 7      |
| 7      | Österreich             | −    | 1      | −      | 1      |
| 7      | Türkei                 | −    | 1      | −      | 1      |
| 9      | Belgien                | −    | −      | 3      | 3      |
| 10     | Frankreich             | −    | −      | 1      | 1      |
| Gesamt | Gesamt                 | 17   | 17     | 27     | 61     |